# 伊达尔戈 (贵族)

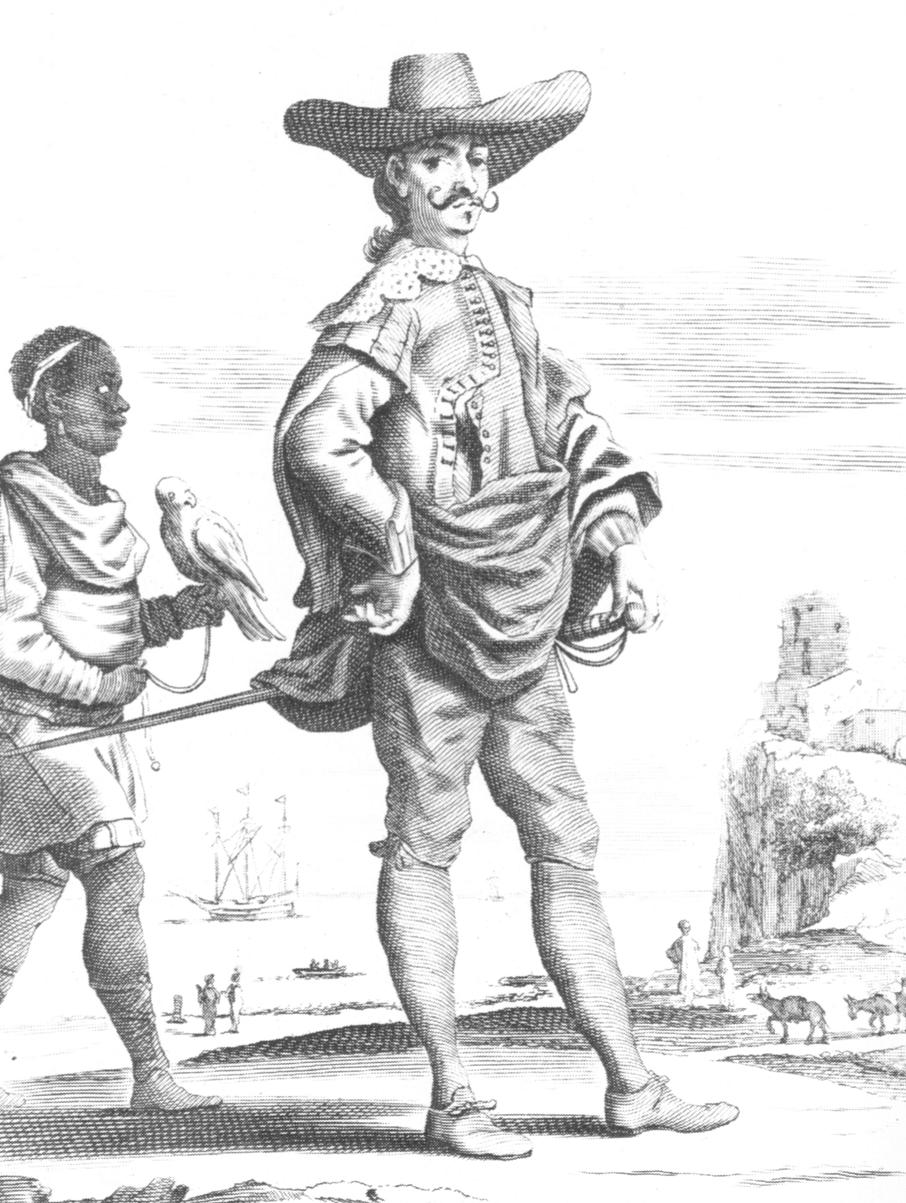
十六世纪的一位伊达尔戈和他的奴隶

伊达尔戈（西班牙語：Hidalgo），葡语称费达尔戈（葡萄牙語：Fidalgo），指的是西班牙或葡萄牙的低级贵族阶层，其女性形式分别为 hidalga 与 fidalga。在法律上，伊达尔戈是血统贵族，拥有可世袭的贵族身份，不同于由君主授予称号的功勋贵族。伊达尔戈享有诸多特权，例如免税权、佩带武器权、使用家族纹章、受同阶贵族审判、非经国王许可不得判处死刑等。
“伊达尔戈”并非贵族等级，而是一种贵族身份的类别。比如西班牙国王虽为君主，却也是伊达尔戈，因为其贵族身份源自“无始之血”。这一阶层起源于中世纪的骑士与军事服务者，尤其在收复失地运动时期的边境地区中崛起，并逐渐掌控地方政治与文化赞助权。
在一些地区，如阿斯图里亚斯与坎塔布里亚，定期会登记人口身份，以区分贵族（免税）与普通民众（纳税者）。此外，1697年卡洛斯二世曾将卡斯蒂利亚伊达尔戈的荣誉延伸至菲律宾的土著贵族阶层。
到波旁王朝时期，伊达尔戈这一身份逐渐贬值，甚至成为国王施恩授予的工具。19世纪后，随征兵制普及和社会结构现代化，伊达尔戈阶层的特权被废除，最终成为历史名词。